# هنري مارشال فورمان
هنري مارشال فورمان (بالإنجليزية: Henry Marshall Furman)‏ هو محامي وقاضي أمريكي، ولد في 20 يونيو 1850 في Society Hill, South Carolina ‏ في الولايات المتحدة، وتوفي في 10 أبريل 1916 بسبب اعتلال الكلية.